# Comuna Marija Gorica, Zagreb
Marija Gorica este o comună în cantonul Zagreb, Croația, având o populație de 2.233 de locuitori (2011).

## Demografie
Componența etnică a comunei Marija Gorica
     Croați (96,42%)
     Sloveni (1,3%)
     Necunoscut (0,31%)
     Neclasificat (1,61%)
Componența confesională a comunei Marija Gorica
     Catolici (93,1%)
     Fără religie și atei (2,69%)
     Necunoscută (2,06%)
     Alte religii (2,15%)
Conform recensământului din 2011, comuna Marija Gorica avea 2.233 de locuitori. Din punct de vedere etnic, majoritatea locuitorilor (96,42%) erau croați, cu o minoritate de sloveni (1,3%). Apartenența etnică nu este cunoscută în cazul a 0,31% din locuitori. Din punct de vedere confesional, majoritatea locuitorilor (93,1%) erau catolici, cu o minoritate de persoane fără religie și atei (2,69%). Pentru 2,06% din locuitori nu este cunoscută apartenența confesională.